# USS Vermont (SSN-792)
O USS Vermont é um submarino nuclear de ataque operado pela Marinha dos Estados Unidos e a décima nona embarcação da Classe Virginia. Sua construção começou em fevereiro de 2017 nos estaleiros da General Dynamics Electric Boat em Connecticut e foi lançado ao mar em março de 2019, sendo comissionado na frota norte-americana em abril do ano seguinte. É armado com doze lançadores verticais de mísseis e quatro tubos de torpedo de 533 milímetros, tem um deslocamento de quase oito mil toneladas e alcança uma velocidade máxima de 32 nós.